# Чиму

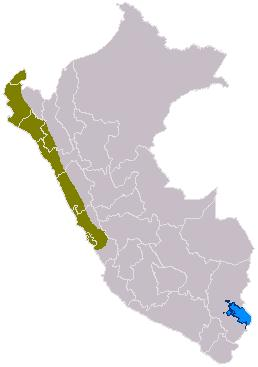
Територія культури чиму на мапі Перу

Чиму́ (кечуа, ісп. Chimú) — високорозвинута доколумбова культура в Південній Америці, що існувала приблизно з 1250 по 1470 рік на узбережжі північної половини сучасного Перу. Термін також означає представників цієї культури. У епоху найбільшого розширення її вплив розповсюджувався до меж Еквадору на півночі і до Ліми на півдні. Державне утворення чиму носило назву Чимор. У його столиці Чан-Чан (біля сучасного міста Трухільйо) жило 60-100 тисяч чоловік, а саме місто було найбільшим на південноамериканському континенті.

## Ремесла
Через значне як на той час населення чиму були вимушені винаходити нові технології. Використовуючи рабську працю, вони розробляли великі рудні родовища в межах своїх володінь, а також здобували золото в річках. З Болівії доставлялося олово, за допомогою якого вироблялися бронзові сплави. У виготовленні кераміки і золотих виробів чиму досягли майже масового виробництва. Для водопостачання населення споруджувалися канали, по яких вода гірських потоків доставлялася в міста. Деякі з цих каналів налічували в довжину більш ніж 100 км. Завдяки їм навіть посушливі і віддалені долини могли використовіватися для сільського господарства і постачання їжі. Зростання населення привело до розвитку певного рівня організації суспільства, в якому виникли ієрархія та окремі соціальні класи, такі як ремісники, торговці, керівники та воїни.

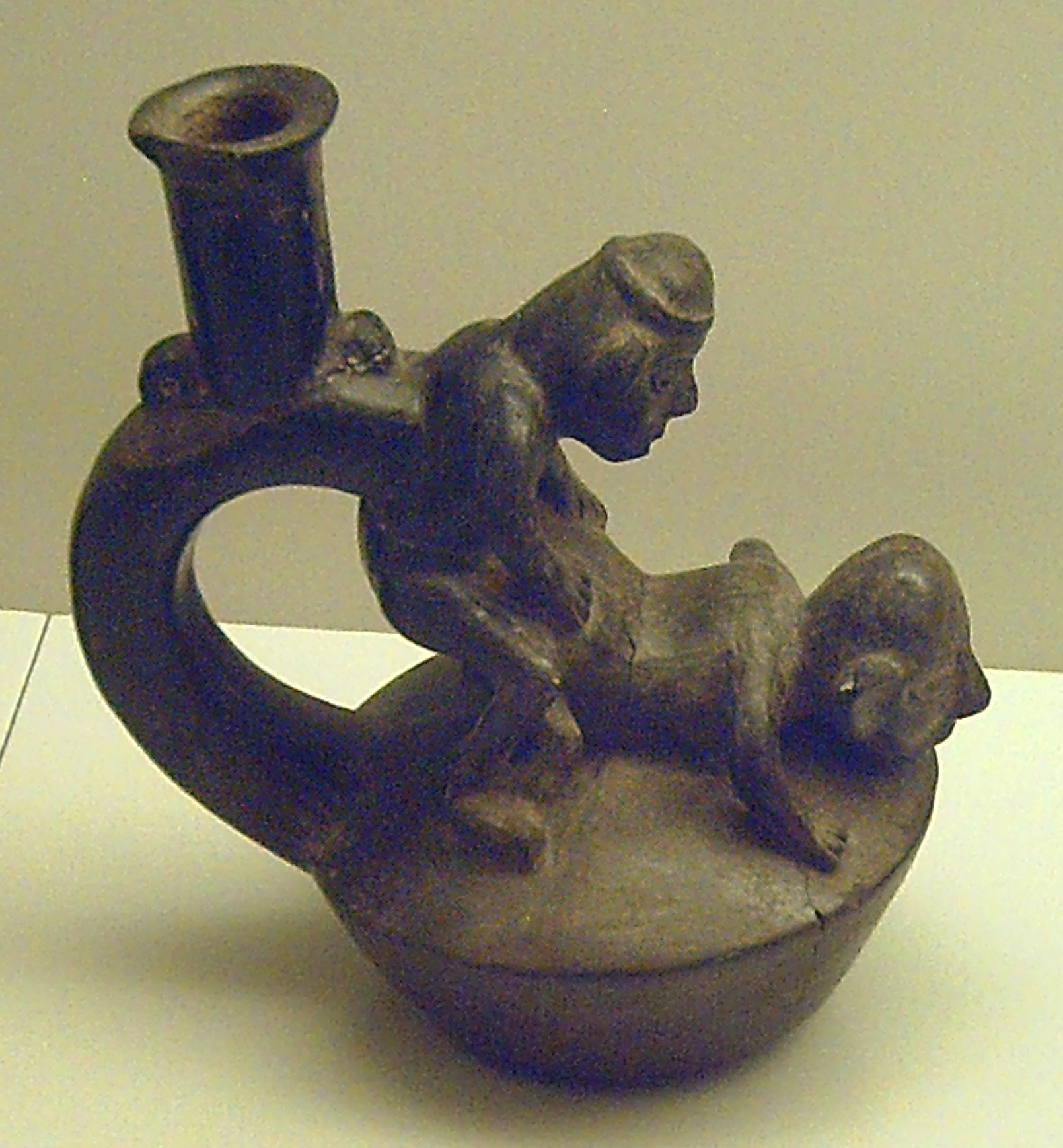
Ваза чиму із зображенням статевого акту

Для виробництва керамічних предметів чиму розробили особливу техніку. В кінці обпалення кераміки піч герметично закривалася, щоб до неї не поступав кисень. Дим, що зберігався, покривав поверхню предметів особливим чорним і блискучим нальотом. На відміну від культури мочика, чиму не робили малюнків і візерунків на керамічному посуді. Важливіше ніж художня обробка була масовість продукції. Для виробництва тканин чиму використовували вовну альпак і вікуній. Їх можна було легко фарбувати і обробляти. З вовни ткався одяг для високопоставлених осіб, також вироблялися килими і навіть шатра.

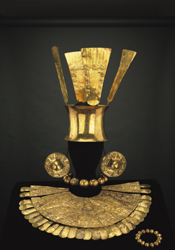
Церемоніальні золоті прикраси

Чиму майстерно володіли ювелірною справою. Ймовірно спершу вони перейняли деякі навички у мочика, проте далі самостійно розвинули це ремесло. Вони знали техніку відливання і зварювання металів і також вміли наносити тонку позолоту на їх поверхню. Чиму були відомі і способи створення різних сплавів. Проте з падінням Чимору це вміння було забуте, після того, як більшість ювелірів були примусово переселені інками в Куско. Більшість виробів були переплавлені іспанцями під час їх завоювання Імперії Інків.
На знімках з повітря, зроблених в 1932 році, було виявлено величезну споруду чиму, так звану стіну Маяо. Її висота становила 3 м при ширині 4,5 м. Вона тягнулася від тихоокеанського узбережжя до схилів гір в глибині материка на відстані 65 км. У неї було вбудовано 50 укріплень, в яких несли службу воїни, що охороняли кордон. Ймовірно, стіна обмежувала перший рубіж експансії чиму.

## Релігія

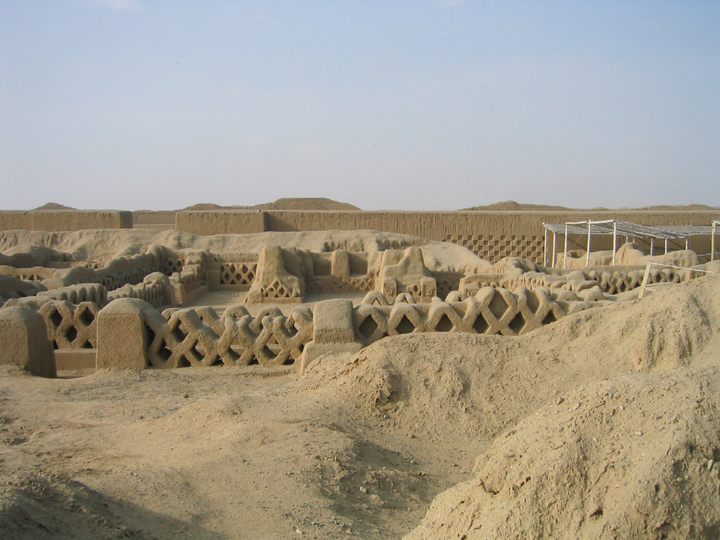
Руїни міста Чан-Чан

Попри те, що сонце, верховне божество інків, грало велику роль в культурі чиму, головним божеством був місяць. Сонце, навпаки, вважалося злим божеством, винищувачем, ймовірно через руйнівну дію сонця в пустелі. Вважалося, що місяць сильніший, бо він здатний затьмарити сонце. Сонячні затемнення були приводом для великих святкувань. Дозрівання урожаїв і пори року чиму приписували місячному божеству. Батьком каменів і скель, у яких за віруваннями чиму були магічні сили, було сонце.

## Історія
Початок розвитку культури чиму відноситься до IX століття, багато в чому ця культура була спадкоємницею культури моче. Розквіту та найбільшого розповсюдження чиму та їх держава Чимор досягли в XIII-XIV століттях, коли ця держава включала близько 2/3 всього андського населення. У 1470 році інками був переможений останній володар чиму на ім'я Мінчанкаман, сама держава була підкорена і приєднана до імперії інків полководцем Тупаком Юпанкі.

## Мова
Мова чиму мала назву кінґнам (Quingnam) і була варіантом мови моче (мочика). У регіоні Ла-Лібертад, біля міста Трухільйо, вона зберігалася до 18 століття, а в регіоні Ламбаєке — до початку 20 століття.